# Kazdughliyya
Els kazdughliyya fou una casa mameluca i una facció política egípcia als segles XVII i XVIII emparentada als Dhu l-Fakariyya i rival dels kasimiyya. Tenia el suport dels oficials dels set cossos de guarnició turcs otomans però no dels beys.

## Biografia

### Orígens i primers conflictes
El seu epònim fou Mustafà al-Kazdughli, d'origen europeu, nascut lliure i que no era mameluc. Fou militar i va servir com agha al cos dels azeban (vers 1675) i dels Gonülüyan (vers 1682) arribant a kahya dels geníssers i es va enfrontar a Küçük Mehmed, que va dirigir els geníssers del 1676 al 1694. El 1692 fou enviat a l'exili al Hijaz però al retornar va assassinar Mehmed i va exercir en bona part el control del cos fins al 1704 quan va morir.
Va ser aliat dels dhu l-fakariyya, el cap dels quals, Ismail estava casat amb una filla d'Hasan Balfiyya, cap dels Gonüllü o Gonülüyan i superior immediat de Mustafà al-Kazdughli. En el curs d'un conflicte que va dividir els geníssers i als azab (guarnició turca) el 1711/1712, els fakariyya van donar suport als primers i els kasimiyya als segons; els kasimiyya i azab van sortir triomfants, però el seu principal cap, Iwaz Bey (o Iwad Bey) va morir a la lluita, el que va iniciar una sèrie de venjances entre les dues faccions que va durar vint anys fins que finalment els fakariyya van aconseguir expulsar al poder dels seus rivals (1730). A la vespra de la victòria, el cap dels fakariyya, Dhu l-Fakar Bey, de la branca iniciada per Hasan Balfiyya, va morir assassinat.

### Ascens i consolidació del poder
Ibrahim al-Kazdughli va ser per un temps kahya dels geníssers i de retorn d'una missió al Hijaz com a serdar del pelegrinatge (1739) va organitzar vers 1743, un partit en contra de d'Uthman Bey Dhu l-Fakar, al que disputada la riasa o riyasa, la posició principal dels emirs mamelucs. Ridwan Bey, kahya dels azab o azeban, de la família dels djulfiyya, li va acabar donant suport; Ibrahim va intentar matar a Uthman Bey, però va fracassar i Uthman va quedar només ferit i va poder fugir a l'alt Egipte al costat del governador de Djirdja, que era un membre de la seva família, establint el seu centre a Asyut. Els kasimiyya se'ls van unir així com altres faccions menors, però fou derrotat a Asyut i després a la península del Sinaí. Uthman va fugir llavors a Istanbul (1744/1745) on va morir el 1776.
Ridwan i Ibrahim va posar als llocs claus als seus partidaris. El 1748 Ridwan i Ibrahim va assolir la riyasa conjuntament però el primer només estava interessat en la construcció d'edificis, la protecció dels poetes, i viure una vida de luxe, i va deixar el control en mans d'Ibrahim. Tres dels mamelucs dels dos líders van entrar al beilicat que progressivament van monopolitzar els kazdughliyya. Molts mamelucs foren subornats per Ibrahim que els va donar diners i els va casar amb vídues d'antics amirs assegurant-se la seva lleialtat.
Durant set anys Ibrahim va exercir tot el poder i la situació fou tranqui-la sense cap incident ni revolta, tant a la capital com a les províncies. Va morir el novembre/desembre de 1754. Ridwan li va sobreviure però l'amir més antic dels kazdughliyya, Abd al-Rahman, que era kahya, va iniciar una revolta; un mameluc de Ridwan lligat als kazdughliyya va intentar assassinar al seu cap i Ridwan llavors va fugir però va morir durant la fuita a la meitat del 1755 quedant liquidada la facció djulfiyya.

### Crisi, aliances i declivi
L'amir Uthman al-Djirdjawi, el bey degà de la família d'Ibrahim (els kazdughliyya), fou nomenat per a la riyasa; Uthman Bey es va barallar amb els seus col·legues i fou destituït el 1756/1757, sent nomenat al seu lloc Husayn al-Sabundji, de la mateixa família que va rebre la riyasa com a Shaykh al-Balad, i va buscar el poder absolut aliant-se a Nisf Haram, d'una facció del poble tradicionalment lligada als kasimiyya, i es va enfrontar als khushdashiyya, però va acabar assassinat l'octubre/novembre del 1757.
El va succeir un antic mameluc d'Ibrahim Bey, de nom Ali Bey al-Ghazzawi però anomenat de vegades Ali Bey al-Kabir el que crea confusió amb l'Ali Bey que després va assolir el poder. Al-Ghazzawi va intentar eliminar el kahya Abd al-Rahman que encara conservava molta influència i dirigia la família dels kazdughliyya com a degà, i el 1760 va preparar un complot quan fou nomenat cap del pelegrinatge i va haver d'anar a l'Hedjaz, esperant que en la seva absència seria eliminat; però el vell amir se'n va assabentar, va recordar als caps el seu paper al front de la família kazdughliyya de la que era el degà, i va fer aliança amb un altre mameluc, Bulut Kapan Ali, després conegut com a Ali Bey al-Kabir (1727/1728 - 1773) al que va fer nomenar Shaykh al-Balad i fou el primer que li va prometre lleialtat; Ali al-Ghazzawi en conèixer el fracàs del seu pla va fugir a Gaza però va retornar al Caire al cap de tres mesos, i va morir a la capital al cap de poc. Ali Bey va quedar com amo de la situació (1761). Abd al-Rahman esperava que el podria controlar, però Ali Bey el va enviar a l'exili a l'Hedjaz l'abril de 1765.

### La fi dels kazdughliyya
Ali Bey va tenir una lleialtat dubtosa amb el sultà otomà i va agafar el títol ambigu de Aziz Misr (1769) equivalent a sultà d'Egipte, mai reconegut per la Porta otomana. El 13 d'abril de 1773 fou expulsat del poder pel seu propi mameluc Muhammad Ali Abu l-Dhahab que va assolir el càrrec de Shaykh al-Balad, però va morir el 10 de juny de 1775 en lluita contra Zahir al-Din Umar senyor de Palestina.
En endavant cap dels mamelucs va tenir sol el poder: es va formar (26 de juny) un triumvirat entre el governador militar Murad Bey (1750-1801), el shaykh al-balad Ibrahim Bey al-Kabir (1735 - 1816) i el amir al-hadjdj (cap del pelegrinatge) Yusuf Bey, i des de l'agost de 1777 fins al febrer de 1778 Ismail Bey antic khushdash d'Ali Bey com a Shaykh al-Balad, la caiguda del qual va donar pas al duumvirat. El 1786 la presència d'una força militar otomana dirigida per Djezairli Ghazi Hasan Pasha va reforçar a Ismail Bey que havia estat fora del poder durant 8 anys, i va tornar a ser Shaykh al-Balad però va morir de la pesta el 1791 i llavors Ibrahim i Murad van establir un duumvirat que va durar fins al 25 de juliol de 1798. Durant aquest temps es van produir algunes revoltes populars que de vegades van tenir suport dels ulemes i altres tanmateix les van dirigir.
L'administració francesa es va iniciar el 25 de juliol de 1798, i els kazdughliyya s'hi van oposar. Murad Bey, que va retornar a Egipte el 5 d'abril de 1800, va morir durant l'ocupació el 18 d'abril de 1801 i el shaykh al-balad Ibrahim Bey, que havia fugit a Síria, mai va retornar.
Osman Bardisi fou proclamat shaykh al-balad l'abril de 1801 i es va oposar als francesos fins a la seva evacuació el 27 de juny de 1801; després es va formar el duumvirat amb el protegit dels britànics Muhammad Elfi o Alfi Bey (1802-març de 1803) i després amb Ibrahim Bey (abril de 1803 al 13 d'abril de 1804). Bardisi va morir el novembre del 1806 i Alfi Bey el gener del 1807 i les seves famílies de mamelucs ja no van poder competir amb la força de Muhammad Ali, nomenat governador hereditari el 9 de juliol de 1805. Ibrahim Bey i un grup de mamelucs van fugir a la ciutat de Dongola el 1811 i els kazdughliyya van mantenir una precària organització a la zona fins a la conquesta per Muhammad Ali el 1821.